# Crooked Creek (Alaska)
Crooked Creek ist ein Ort und ein census-designated place (CDP) in der Bethel Census Area in Alaska in den Vereinigten Staaten. Das U.S. Census Bureau hatte bei der Volkszählung 2020 eine Einwohnerzahl von 90 ermittelt.

## Geographie
Crooked Creek befindet sich im zentralen Südwesten von Alaska am rechten Flussufer des Kuskokwim River, unterhalb der Einmündung des gleichnamigen Flusses. Der Mittellauf des Kuskokwim River durchschneidet auf diesem Abschnitt die Kuskokwim Mountains. Der etwa 76 m hoch gelegene Ort befindet sich 225 km ostnordöstlich vom Verwaltungszentrum Bethel sowie 440 km westnordwestlich von Anchorage. Flussabwärts am Kuskokwim River befinden sich Chuathbaluk und Aniak, 66 bzw. 80 km westsüdwestlich von Crooked Creek. Flussaufwärts befinden sich Red Devil und Sleetmute, 42 bzw. 53 km ostsüdöstlich von Crooked Creek. Crooked Creek verfügt über einen Flugplatz.

## Geschichte
Das Dorf wurde um das Jahr 1909 gegründet. G. C. Anderson vom U.S. Geological Survey (USGS) bezeichnete das Dorf 1910 als „Portage Village“, da es sich am südlichen Ende einer Portage-Route befand, die den Crooked Creek flussaufwärts und weiter zu den Goldfeldern von Iditrarod führte. Ein Handelsposten namens „Parent Trading Post“ wurde um das Jahr 1918 errichtet. Der Ort nahm diesen Namen an. 1927 wurde ein Postamt mit dem Namen „Crooked Creek“ eröffnet. Die Einwohnerzahl lag 1939 bei 48, im Jahr 1950 bei 43. Im Jahr 1980 wurde Crooked Creek ein census-designated place. Der Ort wird heute hauptsächlich von Indigenen bewohnt. Er verfügt über einen Waschsalon mit Waschmaschinen, Wäschetrocknern und Duschen. Weiterhin gibt es ein Ladengeschäft, eine Lodge vergleichbar einer „Bed and Breakfast“-Unterkunft, einer Schule sowie Internet und Mobilfunk.

## Demografie
Zum Zeitpunkt der Volkszählung im Jahre 2020 (U.S. Census 2020) hatte Crooked Creek 90 Einwohner auf einer Landfläche von 258,55 km². Von den Einwohnern waren einer weiß sowie 86 amerikanisch-indianischer Abstammung.
Beim Zensus im Jahr 2000 wurden 137 Einwohner gezählt, 2010 waren es 105. Somit war die Bevölkerungsentwicklung der letzten Jahre rückläufig.